# ベージル・ウィリアムズ
ベージル・ウィリアムズ（Basil Williams、1891年3月11日 - 1951年）は、イギリス出身の男性フィギュアスケート選手。1920年アントワープオリンピックペア銅メダリスト。パートナーはフィリス・ジョンソンなど。

## 経歴
- 1912年世界フィギュアスケート選手権にはイーニド・ハリソンと組み出場し6位。
- 1920年アントワープオリンピックでは、男子シングルとペアに出場。男子シングルでは7位となったものの、フィリス・ジョンソンと組んだペアでは銅メダルを獲得。

## 主な戦績

### 男子シングル
| 大会/年      | 1919-20 |
| ------------ | ------- |
| オリンピック | 7       |

### ペア
| 大会/年      | 1911-12 | 1919-20 |
| ------------ | ------- | ------- |
| オリンピック |         | 3       |
| 世界選手権   | 6       |         |